# 马水镇 (耒阳市)
马水镇，原为马水乡，是中华人民共和国湖南省衡陽市耒阳市下辖的一个乡镇级行政单位。2015年11月18日，洲陂乡与马水乡成建制合并设立马水镇。

## 行政区划
马水镇下辖以下地区：
湖德村、山田村、马一村、桥头村、丹田村、贺家洞村、矮岭村、东升村、合江村、滩头村、桃花村、小河田村、山岭村、堰新村、小芬村、上丹田村、货塘村、圳边村、积岭村和坪田村。